# Fittjö

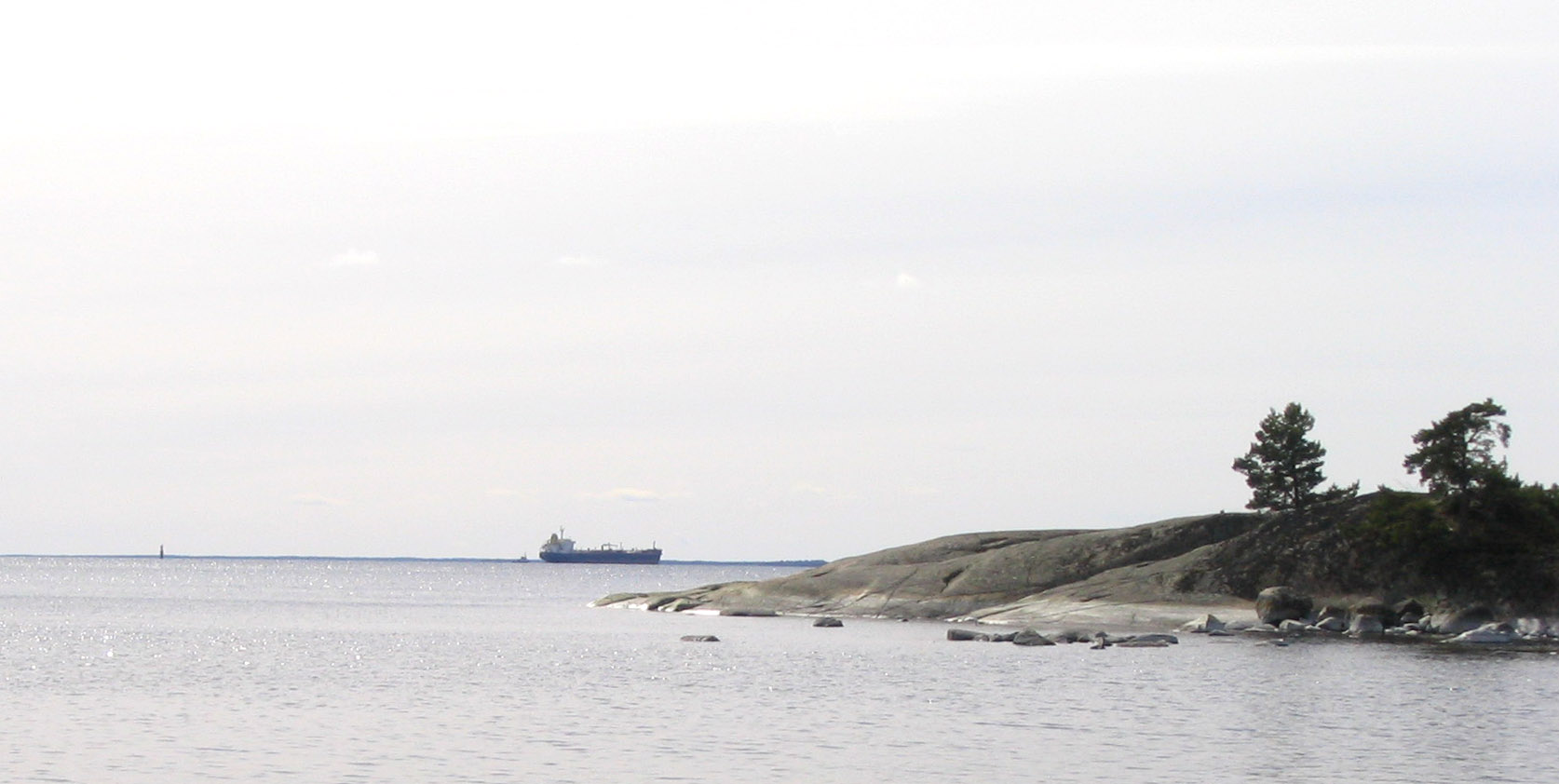
Utsikt från Dragskärs badstrand.

Fittjö är en halvö nära Saltvik i Oskarshamns skärgård i Småland. Halvön har en bofast befolkning och är förbunden med fastlandet via en smal landremsa vid namn Drageås. Fittjö är belägen knappt 10 kilometer nordost om Oskarshamns tätort.
 

## Natur och geologi
Fittjö bestod ursprungligen av ett antal flacka öar som genom landhöjningen sammanfogades med varandra. Halvön hör till urbergsskärgården med karaktäristiska släta klippor längs stränderna, medan det inre av Fittjö är beväxt med barrskog. Det finns även en sandstrand i områdets sydvästra del som idag utgör allmän badplats vid namn Dragskär.

## Historik
Ett hemman med namn Fittjehammar nämndes redan i Israel Birgerssons jordebok på 1300-talet. Verksamheterna på ön har historiskt varit jordbruk, fiske och stenbrytning. Idag är dessa verksamheter nedlagda. Spår av stenbrytningen syns fortfarande tydligt i landskapet. Ett järnvägsspår sträckte sig från öns inre ut mot den utskeppningshamn som användes förr.